# La Joya (Texas)
La Joya est une ville des États-Unis située dans le comté de Hidalgo au Texas. En 2010, sa population était de 3 985 habitants. 